# Кавкаски ловци-сакупљачи
Кавкаски Ловци-сакупљачи (КЛС) је назив коришћен у археогенетици за посебну генетску лозу и предачку компоненту, која је први пут идентификована у студији из 2015. на основу популационо генетске анализе једног броја западно-евроазијских (европских, кавкаских и блискоисточних) популација.
Лоза Кавкаских Ловаца-сакупљача се одвојила од лозе Раних Европских Земљорадника (РЕЗ) пре око 25.000 година током последњег глацијалног максимума, а заједнички преци ове две лозе потичу од популације, која се веома рано, пре око 45.000 година, одвојила од хипотетичке лозе „Базалних Евроазијата”. Кавкаски Ловци-сакупљачи су успели да, у изолацији, преживе последњи глацијални максимум као посебна популација.
Почетком неолита, око 8000 године пре нове ере, КЛС су вероватно били распрострањени широм Кавказа и западног Ирана, а њима блиско становништво је око 6000 пре нове ере населило Пакистан и северозападну Индију. Део Источних Ловаца-сакупљача из понтско-каспијских степа се мешао са Кавкаским Ловцима-сакупљачима, што је довело до настанка Западних Степских Сточара (ЗСС), који су створили културу јамног гроба, која се проширила широм Европе током касног неолита и раног бронзаног доба.
Најзаступљенија хаплогрупа Y-ДНК код Кавкаских Ловаца-сакупљача је била хаплогрупа J (J1 и J2), док су хаплогрупа K и хаплогрупа H њихове најзаступљеније mtДНК хаплогрупе.

## Порекло
Џонс и сарадници су у својој студији из 2015. објавили резултате анализе генома мушкараца, чији су костури пронађени у западној Грузији, а који потичу из доба касног палеолита (13.300 година) и мезолита (9.700 година). Ова два мушкарца су према првим резултатима били носиоци Y-ДНК хаплогрупа J* и J2a, а према новијим прецизнијим резултатима J1-FT34521 и J2-Y12379*, и митохондријалне хаплогрупе K3 и H13c, редоследно. Анализа њихових генома је показала да су се Кавкасци укрштали са блискоисточним популацијама све до пре 25.000 година, када је почео најхладнији период последњег леденог доба.
Откривено је да скелет из горњег палеолита пронађен у пећини Сацурблија (живео око 11000 п. н. е.), као и скелет пронађен у пећини Котијас Клде у западној Грузији (живео око 7700 п. н. е.) из мезолита имају кавкаско ловчко-сакупљачко порекло. Човек из пећине Сацурблија је најближи модерним популацијама са Јужног Кавказа.
Фу и сарадници су 2016, упоређујући геном КЛС са 13.700 година старим геномом Бишонског човека (пронађеног у Швајцарској) открили гранање на две лозе, једне чији је изданак лоза КЛС и друге лозе Западноевропских Ловаца-сакупљача (ЗЛС), пре око 45.000 година, у доба за које се претпоставља да је време првобитног насељавања Европе. Лоза КЛС се касније одвојила од лозе „Раних Анадолијских Земљорадника” (РАЗ), пре 25.000 година, током последњег глацијалног максимума.
Маргаријан и сарадници су 2017. у својој студији у којој су анализирали древну митохондријску ДНК становника јужног Кавказа открили брз пораст популације на крају последњег глацијалног максимума, пре око 18.000 година. У истој студији је такође откривено постојање континуитета мајчинских лоза ове области током 8.000 година.
Према Нарасимхану популација сродна иранским земљорадницима се око 6000 године пре нове ере доселила у Пакистан и северозападну Индију, пре појаве пољопривреде у северној Индији. Према њима, постоји могућност да је ово „порекло повезано са иранским земљорадницима [...] било [такође] карактеристично за становнике северног Кавказа и ловце-сакупљаче са иранских висоравни”.

## (Пра)Индоевропљани
На основу тренутно расположивих сазнања, изгледа да су Пра-Индоевропљани, тј. носиоци културе јамног гроба и сродних култура, били мешавина Источноевропских Ловаца-сакупљача (ИЛС); и популација које потичу са Блиског истока, било од Кавкаских Ловаца-сакупљача или становника Ирана из доба енеолита са компонентом Кавкаских Ловаца-сакупљача.  Допринос обадве популације генетском резервоару носилаца културе јамног гроба је око половине. Према коауторки Андреи Маники са Универзитета у Кембриџу:
Према Џонсу и сарадницима (2015), геном Кавкаских Ловаца-сакупљача (КЛС) „је имао значајан удео у геному новостворених Западних Степских Сточара, носилаца културе јамног гроба, који су се у великој сеоби населили у Европу око 3000 пре нове ере, што подржава тезу о формативном кавкаском утицају на ову важну културу раног бронзаног доба. КЛС су оставили свој траг у данашњим популацијама Кавказа, Средње и Јужне Азије, а њихово ширење је вероватно означило долазак индоаријевских језика”.
Лазаридис и сарадници су 2016. предложили други народ, вероватно из Ирана, као извор блискоисточног порекла носилаца културе јамног гроба, према њима „популација сродна становницима Ирана из доба енеолита допринела је ~43% пореклу популације евроазијске степе из раног бронзаног доба”. Према тврдњама из те студије, овај ирански енеолитски народ је био мешавина „Кавкаских Ловаца-сакупљача и неолитског народа из западног Ирана и Леванта”.
Галего-Љоренте и сарадници су 2016. изнели закључак да иранско становништво није вероватнији извор јужне компоненте у геному носилаца културе јамног гроба од Кавкаских Ловаца-сакупљача.
Ванг и сарадници су у студији из 2018. анализирали генетске податке фосила са Северног Кавказа датираних између 4. и 1. миленијума пре нове ере и пронашли корелацију са савременим етничким групама Јужног Кавказа, на основу чега су закључили да је тада „за разлику од данас – Кавказ деловао као мост, а не као непремостива баријера за кретање људи”.
Примеса КЛС која је пронађена у Јужној Азији, је могуће маркер тамошње индоаријевске сеобе.

## Древна Грчка и егејска обала
Осим што су Кавкаски Ловци-сакупљачи дали свој допринос становништву континенталне Европе путем степских сточара, носилаца културе јамног гроба из бронзаног доба, КЛС који нису били мешани са Источним Ловцима-сакупљачима, су изгледа такође сами стигли у област око Егејског мора и допринели са приближно 9–32% геному Минојаца. Ови КЛС су вероватно пореклом били из Средње Анадолије.

## За даље читање
- Anthony, David (2019). „Archaeology, Genetics, and Language in the Steppes: A Comment on Bomhard”. Journal of Indo-European Studies. Приступљено 9. 1. 2020.
- Anthony, David W. (2019). „Ancient DNA, Mating Networks, and the Anatolian Split”.  Ур.: Serangeli, Matilde; Olander, Thomas. Dispersals and Diversification: Linguistic and Archaeological Perspectives on the Early Stages of Indo-European. BRILL. стр. 21—54. ISBN 978-9004416192.